# Українсько-косовські відносини
Українсько-косовські відносини — двосторонні дипломатичні контакти між Україною та Республікою Косово. 
Україна не визнає незалежності Косова, вважаючи його територію частиною Республіки Сербія. Після війни 1998-1999 років у Косові в складі міжнародних сил на чолі з НАТО перебував український контингент. У серпні 2022 року внаслідок російської агресії і подальшого згортання українських миротворчих місій по всьому світу Україна подала запит про його відкликання.
З 2019 Україна визнає загальногромадянські паспорти Косова, проте не приймає дипломатичні та службові паспорти.
Після Анексії Криму в 2014 та під час російського вторгнення в Україну 2022 року уряд Косова запровадив санкції проти Росії та Білорусі. Також у березні 2022 влада Косова ухвалила рішення скасувати візи для громадян України.